# Christian Urízar
Christian Erwin Urízar Muñoz (Santiago, 27 de mayo de 1968) es un ingeniero químico y político chileno.
Fue elegido como diputado en 2013, asumiendo su cargo para el período 2014-2018. Anteriormente se desempeñó como miembro del Consejo Regional de Valparaíso (2010-2012) y como Gobernador de Petorca entre 2004 y 2006.

## Biografía

### Familia y vida laboral
Es hijo de Alberto Orlando Urízar Meunier y Sonia del Carmen Muñoz Domínguez. actualmente tiene 3 hermanos y una sobrina. Estudió Ingeniería Civil Química en la Pontificia Universidad Católica de Valparaíso. Posteriormente, realizó un diplomado en Desarrollo Productivo en la Universidad de Santiago de Chile. 
Entre 2006 y 2014, se desempeñó como gerente general de la Corporación Empresarial de Desarrollo Pro Til Til. Propietario de la empresa Nucom Limitada, ejecutora de programas de capacitación.
Es viudo de Marcela del Pilar Córdova Rivera y padre de una hija.

### Vida política
En 1991, fue nombrado secretario general de la Federación de Estudiantes de la Universidad Católica de Valparaíso.
Es miembro del Partido Socialista. Entre 2004 y 2006, fue nombrado gobernador de Petorca por el presidente Ricardo Lagos Escobar. Miembro del Partido Socialista de Chile, entre 2011 y 2014, fue presidente regional de Valparaíso de dicha colectividad.
Entre 2008 y 2012, integró el Consejo Regional del Gobierno Regional de Valparaíso (CORE). En 2009, presidió la bancada PS de dicho organismo y entre 2011 y 2012, presidió la Comisión de Inversiones, Presupuesto y Patrimonio Regional. En 2011, fue vicepresidente de la Comisión de Inserción Internacional de los Consejeros Regionales de Chile.
Dejó su posición de Core de Valparaíso el 12 de noviembre de 2012 para presentarse como precandidato a diputado en las Elecciones Parlamentarias de 2013. En agosto de 2013 se impuso en las elecciones primarias del Pacto Nueva Mayoría como candidato a diputado por el Distrito N.º 10.

## Controversias
Durante el año 2014, el fiscal Unidad Regional Anticorrupción, José Uribe, comenzó una investigación por un fraude al fisco ocurrido en la Intendencia de la Región de Valparaíso, la que incluyó a Urizar por su presunta participación durante su ejercicio como Consejero Regional en el uso de $100 millones, los que estaban destinados a 10 proyectos que iban a ser ejecutados en comunas como La Calera y Nogales. En enero de 2015, el persecutor pidió formalizar al diputado. En febrero, Urízar solicitó congelar su militancia en el PS mientras se desarrolla el proceso en su contra.
2016: Se discute desafuero del diputado en la Corte de Apelaciones, sin embargo fue declarado inocente por los cargos que se le imputaron.

## Historial electoral

### Elecciones parlamentarias de 2013
- Elecciones Parlamentarias de 2013, por el Distrito 10 (Quillota, La Ligua, Hijuelas, La Calera, Zapallar, Petorca, Cabildo, Papudo, Puchuncaví, Quintero y Nogales)[6]

### Elecciones parlamentarias de 2017
- Elecciones parlamentarias de 2017 a diputado por el Distrito 6 (Cabildo, Calle Larga, Catemu, Hijuelas, La Calera, La Cruz, La Ligua, Limache, Llay Llay, Los Andes, Nogales, Olmué, Panquehue, Papudo, Petorca, Puchuncaví, Putaendo, Quillota, Quilpué, Quintero, Rinconada, San Esteban, San Felipe, Santa María, Villa Alemana y Zapallar).[7](Se consideran los candidatos con más del 2% de votos)